# Pachydactylus vansoni
Pachydactylus vansoni es una especie de saurópsido escamoso del género Pachydactylus, familia Gekkonidae. Fue descrita científicamente por FitzSimonsen  1933.
Habita en Sudáfrica. Los hábitats naturales preferidos de P. vansoni son los pastizales y la sabana, en altitudes desde el nivel del mar de hasta los 2300 metros (7500 pies).